# Château de Petit Bois
Pour les articles homonymes, voir Petit-Bois.
Le château de Petit Bois est un édifice situé à  Cosne-d'Allier, en France.

## Localisation
Le château est situé sur le territoire de la commune de  Cosne-d'Allier, ,à la limite orientale du bourg, dans un parc arboré, dans le département de l'Allier, en région Auvergne-Rhône-Alpes.

## Description
Le château est édifié en pierre ocre pour le rez-de-chaussée, les chaînages, et les baies. Les parties hautes ont des parements en briques d’un rose-orangé. Le toit en pavillon, très élevé, est réalisé en ardoises. Une tour octogonale, beaucoup plus haute que le reste de l'édifice, est accolée à l'une des extrémités ; elle est couverte d'une toiture d'ardoises en flèche, surmontée d'un clocheton pourvu d'un belvédère.

## Historique
Le château actuel est construit à la place d’une motte castrale signalée dès le XIVe siècle. Il a été édifié au XIXe siècle dans le style gothique flamboyant.
La commune de Cosne-d'Allier est propriétaire des murs, qui sont concédés pour l'exploitation comme hôtel-restaurant. Un vaste programme de restauration et de rénovation a été mené de 2019 à 2021.